# Te Uira
Nella mitologia Māori, Te Uira è una personificazione di un fulmine e un bisnonno di Whaitiri e il figlio di Te Uira Kanapu, nonno di Whaitiri.